# Şebnem Paker
Şebnem Paker (* 20. Juli 1977 in Istanbul) ist eine türkische Sängerin und zweimalige Eurovision-Song-Contest-Teilnehmerin.

## Leben und Karriere
Paker begann im Alter von drei Jahren Ballettunterricht zu nehmen, was sie bis zu ihrem zehnten Lebensjahr fortführte. Später nahm sie Gitarrenunterricht. 1992 bis 1996 studierte sie Klassische Gitarre am Staatlichen Konservatorium Istanbul. 1995 lernte sie den Komponisten und Leiter der Posaune-Abteilung des Staatlichen Symphonieorchesters Istanbul Levent Çoker kennen und begann mit ihm erste Studioaufnahmen. Ihre Ausbildung setzte sie 1996 an der Universität Marmara im Fachgebiet Gesang fort, die sie 2000 absolvierte.
Paker hat nach ihrem Erfolg beim Eurovision Song Contest ein Album veröffentlicht. Ihr 1997 erschienenes erstes und einziges Album Dinle war in der Türkei allerdings nur von durchschnittlichem Erfolg. Heute arbeitet sie als Musiklehrerin und gibt gelegentlich Konzerte. Sie ist verheiratet und hat Kinder.

## Eurovision Song Contest 1996 und 1997
Paker vertrat beim Eurovision Song Contest 1996 in Oslo die Türkei mit der Levent-Çoker-Komposition Beşinci mevsim (de: Die fünfte Jahreszeit). Paker hatte die Startnummer 1 und belegte mit 57 Punkten Platz 12. Beşinci mevsim musste wie alle anderen Lieder des Jahrgangs 1996 erst durch eine Audio-Vorauswahlrunde. Musikexperten eliminierten sieben der Finalanwärter, wobei Pakers Lied sich mit Platz sieben für das Finale qualifizieren konnte.
Im folgenden Jahr nahm sie erneut mit einer Levent-Çoker-Komposition an der türkischen Vorentscheidung teil und gewann erneut die Vorentscheidung. Mit der Gruppe Etnik vertrat Paker die Türkei beim Eurovision Song Contest 1997 in Dublin mit der Startnummer 2. Sie belegte mit dem ethnischen Lied Dinle (de: Hör zu!) den dritten Platz in Dublin mit 121 Punkten. Dieses Ergebnis war die bis zu diesem Zeitpunkt errungene höchste Platzierung der Türkei beim Eurovision und sorgte für türkische Feierlichkeiten. Bis zu diesem Zeitpunkt galt die Rang-9-Platzierung als das beste Ergebnis der Türkei, die die Gruppe Klips ve Onlar beim Eurovision Song Contest 1986 mit Halley erreicht hatte. Griechenland gab der Türkei erstmals Punkte bei diesem Wettbewerb (7 von möglichen 12 Punkten). Der Platz 3 von Paker mit Dinle blieb das beste türkische Ergebnis bis zum Sieg von Sertab Erener im Jahr 2003 und ist bis heute das drittbeste türkische Ergebnis.
Auch 1998 nahm Paker an der türkischen Vorentscheidung erneut mit einer Levent-Çoker-Komposition und erneut mit der Gruppe Etnik teil. Die Komposition Çal (de: Spiel! (das Musikinstrument) bzw. Zupf!) belegte bei der Vorentscheidung eine unbekannte Platzierung. (Nur die Top-3-Ergebnisse wurden bekanntgemacht.)

## Diskografie

### Alben
- 1997: Dinle

### Singles
- 1996: Beşinci Mevsim
- 1997: Dinle